# 小説アーサー王物語
『小説アーサー王物語』（The Warlord Chronicles ）は、イギリスの作家バーナード・コーンウェルによる歴史小説。5世紀から6世紀のブリテン島を舞台に、ブリトン人の伝説の君主アーサーと彼の戦士たちの戦いと破滅を描く。物語は史実とアーサー王伝説に創作をミックスさせたものとなっている。

## 概要
全三部作。各巻のタイトルは以下の通り。
- The Winter King （冬の王。邦題は『エクスカリバーの宝剣』）
- Enemy of God （神の敵。『神の敵アーサー』）
- Excalibur （エクスカリバー。『エクスカリバー最後の閃光』

ローマ軍がブリタニアから撤退した5世紀は、残されたブリトン人にとって受難の時代だった。このとき彼らは東方からはアングロサクソン人の侵攻に、西方ではアイルランド人の略奪に悩まされていた。その上、ブリトン人自身も多くの小王国に分かれて内紛を繰り返しており、宗教的にも新来のキリスト教と古来のドルイド教が激しく対立していた。このように諸勢力が入り乱れる、混沌とした5世紀のブリテン島を舞台に物語は展開する。
物語の語り手はダーヴェル・カダーンという人物である。彼は生まれはサクソン人だがとある経緯で孤児となり、偉大なドルイドであるマーリンに拾われブリトン人として育てられる。彼は物語が進むにつれ屈強な戦士に成長し、アーサーに仕える部将の一人となる。アーサーはサクソン人に対抗すべくブリトン人の団結を目指し、一方でマーリンはブリテンの古（いにしえ）の神々を復活させるために暗躍し、二人はそれぞれの目標を達成するために時に衝突する。ダーヴェルはウェールズの半伝説的な聖人ダーヴェルと、アーサー王伝説に登場する円卓の騎士の一人ベディヴィアがモデルになっている。
本作は、あたかも暗黒時代のブリタニアで実際に起きた事件を後に老修道士が書き留めたという体裁で、当時の技術、文化、戦闘、儀式が極めて細かく描きこまれている。地名や人名などは可能なかぎり当時の記録にあるものが使用されているが、アーサーやグィネヴィアなどは広く人々に知られた名がそのまま使われている。また、ランスロット、ギャラハッド、聖杯といった中世のロマンスの時代にアーサー王物語に組み込まれた人物やエピソードも、舞台設定に合わせ独自のアレンジが加えられた上で作品に組み込まれている。
本シリーズのマーリンは、好色でいたずら好きで無礼、かつ威厳と気品を兼ね備えた複雑怪奇な人物として描かれている。また、本作ではアーサー王伝説に登場する魔法の取り入れ方が工夫されており、本作の「魔法」を文字通り超自然的な力として受け取るべきか、あるいは単に偶然や心理を利用したトリックとして解釈するべきか、読者に考える余地を残す書き方になっている。
劇的な物語展開と細密な情景描写を理由に、アーサー王三部作を著者の最高傑作と考える人もいる。コーンウェル自身も「これまでに書いてきたすべての小説の中で、この三部作は私のお気入りだ」と述べたことがある。

## あらすじ
5世紀末のブリタニア。ドゥムノニアの大王ユーサー・ペンドラゴンの治世の晩年、彼の王国は混乱のさなかにあった。世嗣（王位継承者）モードレッドがホワイトホースの丘の戦いでサクソン人の斧を受けて戦死してしまったのである。世継ぎのいない王国は呪われた王国だ。王の欠いた王国は求心力を失い、周囲の野心溢れるブリトン人の王達によって容易に蹂躙され、征服されてしまうだろう。ユーサーの血を受けた子にはモードレッドの他にアーサーがいたが、彼は庶子（側室の子）で王位継承権を持っておらず、そのうえホワイトホースの戦いでモードレッドを見殺しにした疑いをかけられ、海の向こうのブリトン人の地、アーモリカに追放されていた。ドゥムノニアに残された希望はただひとつ、妊娠していたモードレッドの妃、ノルウェンナが男児を産むことだった。
真冬のある夜、ついにノルウェンナが陣痛に襲われ、出産が始まる。しかしこの出産は困難を極め、死産になるおそれが生じた。王妃は熱心なキリスト教徒で、キリスト教徒の産婆以外が出産に立ち会うことを固く禁じていたが、大王ユーサーはキリスト教の神の不甲斐なさにしびれを切らし、マーリンの弟子の女ドルイド、モーガンを呼び出す。駆けつけたモーガンは無力なキリスト教徒の産婆を追い出し、異教の魔除けと呪文を試みる。彼女の魔法が効力を顕したのか、ついに男児が生まれた。しかし、生まれた子は片足がねじれ、足萎えだった。足萎えは最悪の凶兆だが、大王はこの不吉な徴（しるし）を意に介さず、この子供に王国を継がせることを宣言する。名前は死んだ父親の名を継がせた。足萎えの幼王、モードレッドの誕生である。
その後、重臣や隣国の王を幼い世嗣の後見人に指名した直後に、大王ユーサーは没した。こうして、ドゥムノニア王国には足萎えの幼王モードレッドと彼を抱く王母ノルウェンナ、そして野心を胸に秘めた数人の後見人たちが残された。アーサーはマーリンの差金で後見人の一人に選ばれていたが、このときはまだアーモリカへ追放されたままだった。

## 舞台と主要登場人物

### ドゥムノニア王国
ブリテン南部に位置する王国。大王ユーサーの代に強盛を誇ったが、その没後幼少のモードレッドの即位で不安定な状態に陥る。東部をサクソン人の侵入に悩まされており、国境に近いストーンヘンジ周辺に列石（ザ・ストーンズ）卿を置いて防備を固めている。王城はカダーン城（カイル・カダーン）。王国の旗印は赤い竜。
- ユーサー・ペンドラゴン - ドゥムノニア王にしてブリタニアの大王（ペンドラゴン）。ブリトン語で「竜の頭」を意味するペンドラゴンは強大な王に贈られる称号で、全てのブリトン人の王国の盟主に位置づけられる。
- モードレッド - ユーサーの長子。ドゥムノニアの世嗣であったが、サクソン人との戦いで戦死する。
- モードレッド - 足萎えの幼王。ユーサーの孫。戦死したモードレッドの名を与えられた。
- ノルウェンナ - 戦死したモードレッドの妻。幼王モードレッドの生母。
- オウェイン - ドゥムノニアの守護闘士（王国筆頭の戦士で、国家間の決闘や即位の儀式などを執り行なう）。筋肉質な大男。モードレッドの後見人の一人。盾印（有力な将軍にのみ許される、軍勢の盾に描かれる図像）は猪。
- アーサー - ユーサー王の庶子。モードレッド王子を見殺しにした廉でアーモリカに追放されるが、幼いモードレッドの後見人に選ばれる。アーモリカでは重装騎兵部隊を率いて戦功を挙げる。盾印は黒熊。
- サグラモール - アーサーの副官。アフリカ出身のヌミディア人で、その風貌から「漆黒の悪魔」と恐れられる。もとは西ローマ帝国の軍人だったが、帝国崩壊後流れ着いたアーモリカでアーサーと知り合い、彼の軍勢に加わった。

### トール（ウィドリン島）

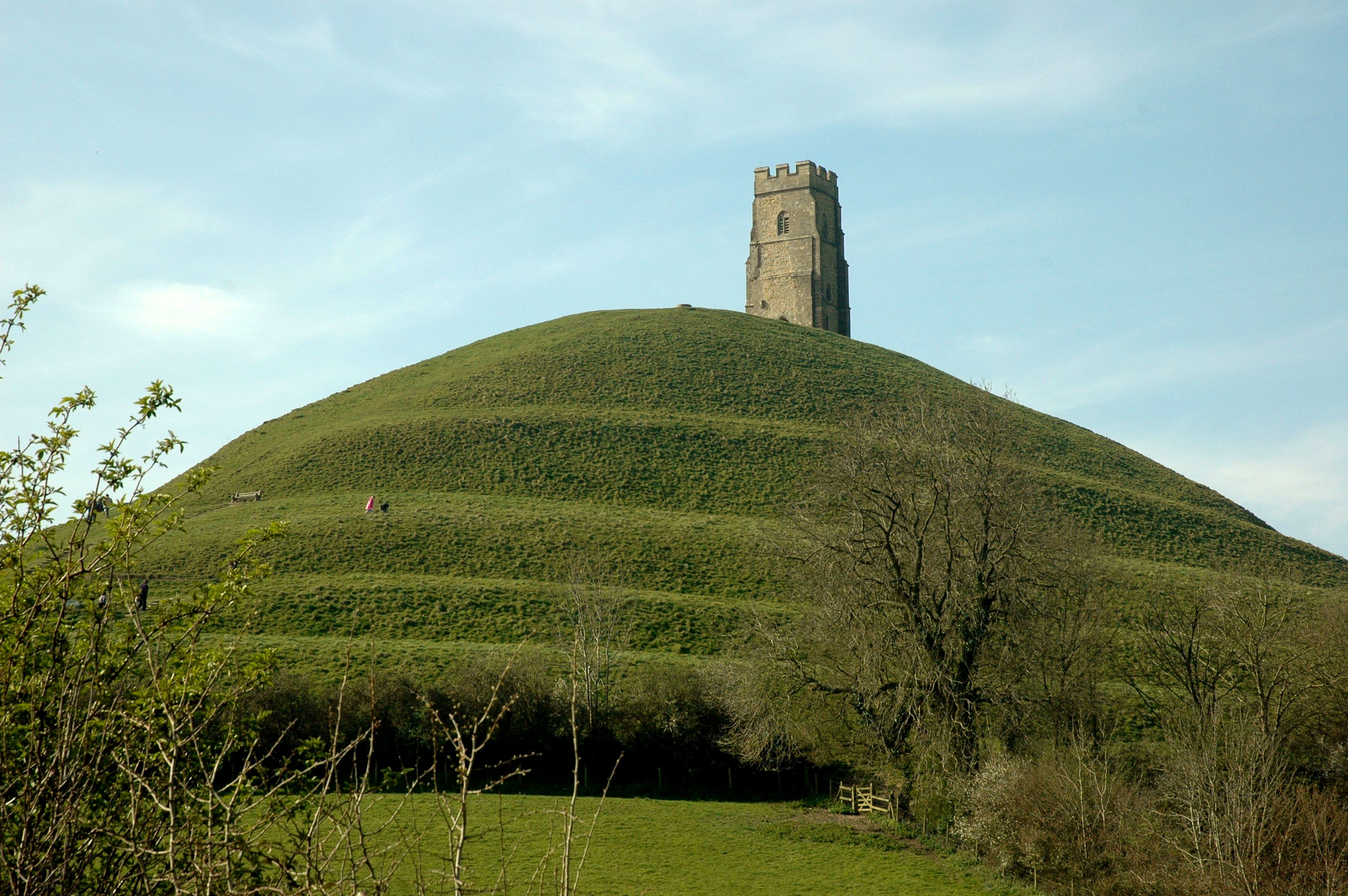
ウィドリン島のモデルとなったグラストンベリー・トー

ドゥムノニア国内にある、マーリンの領地。周囲を沼沢地に囲まれ、干潮時でも地元の人間以外は通行が困難なためウィドリン「島」と呼ばれる。マーリンは孤児や不具者、狂人を好んで集めており、物語の語り手ダーヴェルも彼に拾われてここで育てられた。島の中央に位置するマーリンの館は珍奇な品物で溢れ、最奥の「夢見の塔」には秘密の財宝が隠されているといわれている。領主マーリンは長い間姿を消しており、物語開始当時は家人が領地を管理している。モデルはグラストンベリー・トー。
- マーリン - アヴァロン卿（トール領主）。ブリトン人のみならずアイルランド人、サクソン人にも名が知られる当世最強のドルイド。年齢不詳の老人で、風貌は長身痩躯。黒い僧服に身を包み、手には黒い杖を持ち、長い白髪を黒いリボンで後ろにまとめている。長らく行方不明。
- モーガン - マーリンに次ぐ、強力な女ドルイド。アーサーの実姉。昔、火事の家に一人取り残されたことがあり、そのときの火傷で左半身がただれ、醜くねじれている。それを隠すため、顔の半分を光り輝く黄金のマスクで覆っている。
- ダーヴェル - 物語の語り手。金髪碧眼のサクソン人。とある経緯で孤児になったところをマーリンに拾われた。
- ニムエ - ドルイドにしてマーリンの愛人。アイルランド人の孤児で、ダーヴェルとは幼馴染み。黒髪で色の薄い、細身の少女。

### ポウイス王国
ウェールズ中部に位置する大国。ブリタニア屈指の強国で、ドゥムノニアとはブリタニアの盟主の座を賭けてたびたび刃を交えている。王城はスウス城。旗印は鷲。
- ゴルヴァジド - ポウイス王。野心家で、ユーサーの死後大王の座を狙う。アーサーとの戦いで負傷し、隻腕。
- キネグラス - ポウイスの世嗣。父親と違い温厚な人物。
- カイヌイン - ポウイスの王女。キネグラスの妹。輝く金髪と澄んだ青い瞳を持ち、「ポウイスの星（セレン）」と讃えられる。

### グウェント王国
北をポウイスに、南をドゥムノニアに挟まれた、セヴァーン川（エイヴォン川）中流の王国。古くからのドゥムノニアの同盟国。最もローマ化が進んだ国で、国民の多くがキリスト教に帰依している。首都はブリウム。旗印は雄牛。
- テウドリック - グウェント王。キリスト教徒。
- サンスム - グウェントの司祭。異教徒の撲滅を画策する、狂信的なキリスト教徒。

### シルリア王国
セヴァーン川下流に位置する、地味の乏しい貧しい国。ポウイスと同盟している。旗印は狐。
- ギンドライス - シルリア王。モードレッドの後見の一人。ノルウェンナと結婚し、ドゥムノニアとの同君連合を目論む。
- タナビアス - 王付きのドルイド。

### ケルノウ王国
ブリテン島最西端、コーンウォールに位置する王国。
- マーク王 - ケルノウ王。漁色家として知られる。
- トリスタン - ケルノウの王子。清廉潔白な若者として知られる。
- イゾルデ - アイルランド人の王国デメティアの幼い王女。のちにマーク王に嫁ぐ。

### ヘニス・ウィレン
ドルイドの聖地モン島を領有するウェールズ北部の王国だったが、アイルランド人の王ディウルナハに攻められ、滅ぼされる。王家は隣国ポウイスに亡命中。旗印は牡鹿。
- レオデガン - 亡国ヘニス・ウィレンの流浪の国王。
- グィネヴィア - ヘニス・ウィレンの王女。燃えるような赤毛の絶世の美女。

### ベノイク王国

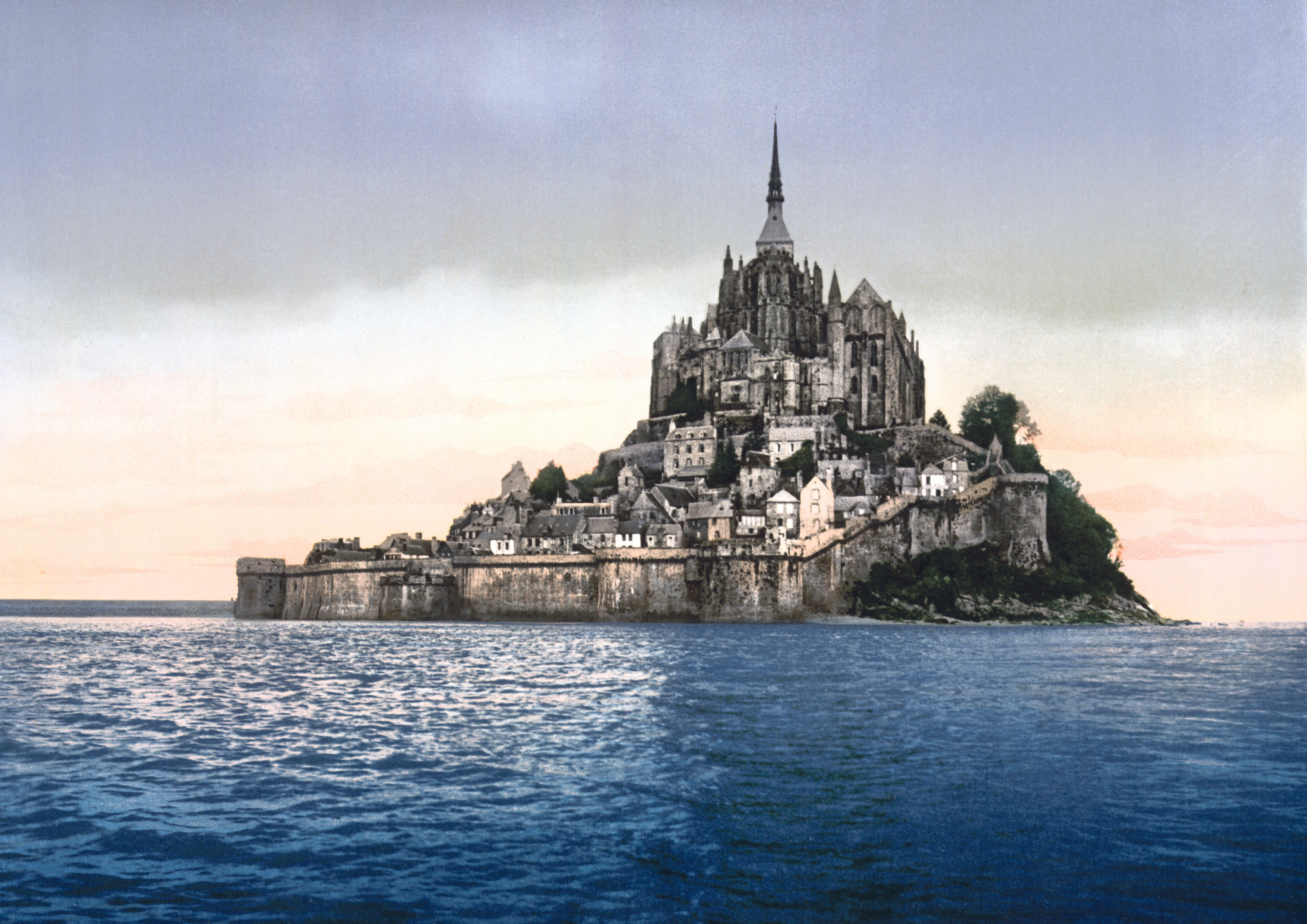
アニス・トレベスのモデル、モン・サン・ミシェル。満潮時の様子

アーモリカ（ブルターニュ）中西部にあるブリトン人の王国。フランク人の攻撃を受けているにもかかわらず、国王は学究と詩作に耽り、たくさんの詩人を囲って金を浪費しているため、滅亡の危機にある。首都は海上に浮かぶ小島アニス・トレベス（モデルはモン・サン・ミシェル）。世界でもっとも美しい島と称される。
- バン - ベノイク王。ローマ文化に傾倒する、芸術の保護者。サクソン人の攻勢を受ける中、アーサーのアーモリカ帰還を心待ちにしている。
- ランスロット - ベノイクの世嗣。稀に見る美男子で武勇の誉れも高く、アーサーに次ぐブリタニア第二の戦士と言われている。
- ギャラハッド - ランスロットの異母弟。敬虔なキリスト教徒で、屈強な戦士。
- キルフッフ - アーサーの甥。アーサーがブリテンに帰還する際、アーモリカに残してきた戦士の一人。酒と女と戦争を何よりも愛する好漢。
- ケルウィン - バン王の図書館で「天使の翼の長さ」を研究している老学僧。恐ろしく醜くく、いつも猫を抱いている。

### ロイギル（失われた地）
サクソン人によって占領されたブリテン東部地域の総称。かつて属州時代の中心地だったロンディニウムもサクソンの領土に飲み込まれている。
- エレ - サクソンの首領の一人。ブレトウォルダ（イングランド王）を自称する。アングロサクソン年代記に名前が記載されている歴史上の人物で、のちに七王国のひとつサセックス王国の建国者となる。
- チェルディッチ - サクソンの首領の一人。のちにウェセックス王国を建国する。ちなみに、彼はコーンウェルの次回作The Saxon Storiesの主人公であるアルフレッド大王の先祖とされる。

## 書籍情報
- 原書はアメリカではペンギン社とマイケル・ジョゼフ社から、イギリスではセント・マーティンズ・プレスから出版された（1995年～1997年）。
- 日本では原書房から木原悦子訳で各巻上下、全6巻で出版された（1996年～1998年）。
  - エクスカリバーの宝剣 上 ISBN 4-562-02904-8
  - エクスカリバーの宝剣 下 ISBN 4-562-02905-6
  - 神の敵アーサー 上 ISBN 4-562-03010-0
  - 神の敵アーサー 下 ISBN 4-562-03011-9
  - エクスカリバー最後の閃光 上 ISBN 4-562-03162-X
  - エクスカリバー最後の閃光 下 ISBN 4-562-03163-8